# 8554 Gabreta
A 8554 Gabreta (ideiglenes jelöléssel 1995 KH) a Naprendszer kisbolygóövében található aszteroida. Miloš Tichý fedezte fel 1995. május 25-én.